# Lago di Endine
Il lago di Èndine (Lac de Ènden in bergamasco), è un lago della provincia di Bergamo. Con una superficie di 2,3 km², è situato a 337 m s.l.m. nella Val Cavallina, sviluppa un perimetro di circa 14 chilometri ed è diviso tra i comuni di Endine Gaiano, Monasterolo del Castello, Ranzanico e Spinone al Lago.

## Aspetti generali

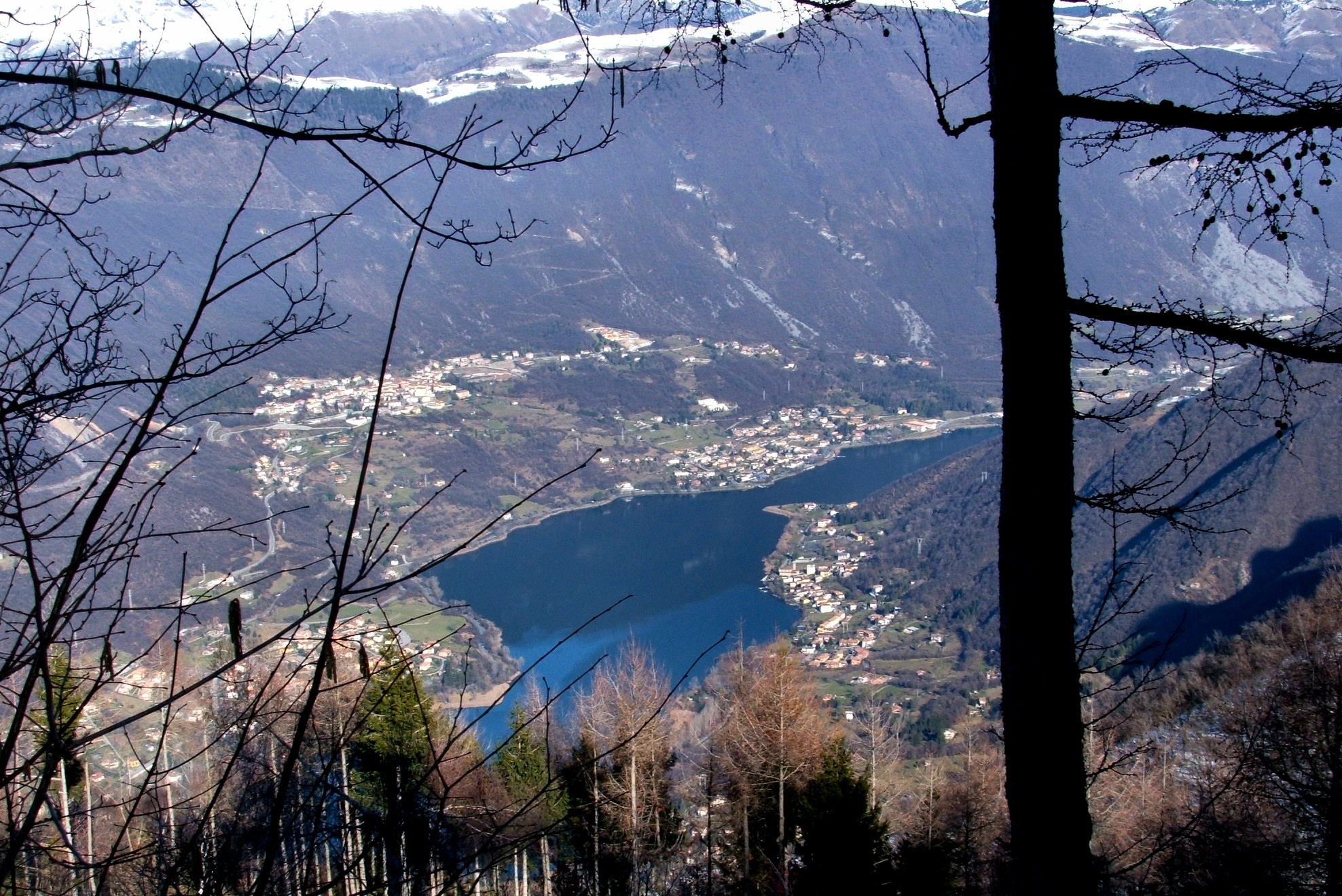
Il lago di Endine visto dall'alto

Il lago di Endine si trova in Val Cavallina ed occupa la parte centrale della valle.
Il lago di Endine è stato scavato nei secoli dai ghiacciai.

Con  una forma allungata, è alimentato dai  bacini montani dai numerosi torrenti che scendono dai monti circostanti e ha un unico emissario, il Cherio, che scorre poi nella pianura per andare a confluire nell'Oglio.

## Il lago di Endine oggi

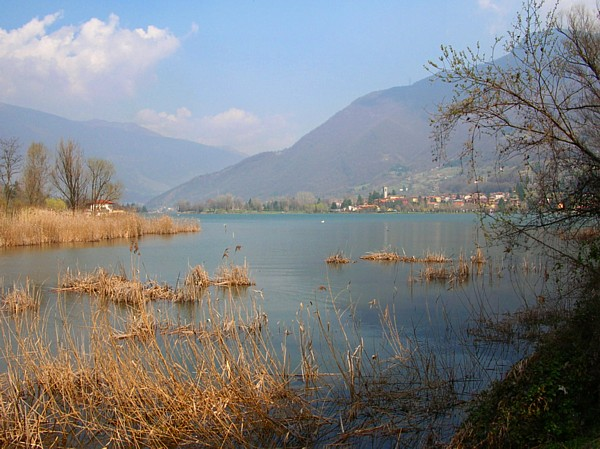

Il lago, incassato nella stretta valle tra alti rilievi, ha conservato pressoché intatto l'ambiente naturale, classificato in un primo tempo come zona di "rilevante interesse ambientale" dalla Regione Lombardia e successivamente "parco" e come tale soggetto a tutela.

Le rive alternano fitti canneti, luogo di riproduzione della ricca fauna ittica e rifugio per la fauna avicola, a piccole spiagge molto frequentate nei fine settimana dai turisti che vi possono consumare la colazione al sacco in aree apposite.
Le acque, sufficientemente limpide, tendono ad un caratteristico colore verde scuro. Sulla sponda occidentale, oltre la strada statale 42, il territorio è intensamente antropizzato, soprattutto nella parte inferiore; la sponda orientale meno soleggiata, per contro, presenta pochi abitati.
Il perimetro del lago è totalmente percorribile, essendo affiancato sul lato est dalla strada che collega Monasterolo del Castello a Endine Gaiano. Qualche chilometro a nord-est di quest'ultimo centro si incontra un altro minuscolo specchio d'acqua, il lago di Gaiano, lungo non più di 200 metri e largo 100, molto rinomato per la pesca al luccio.

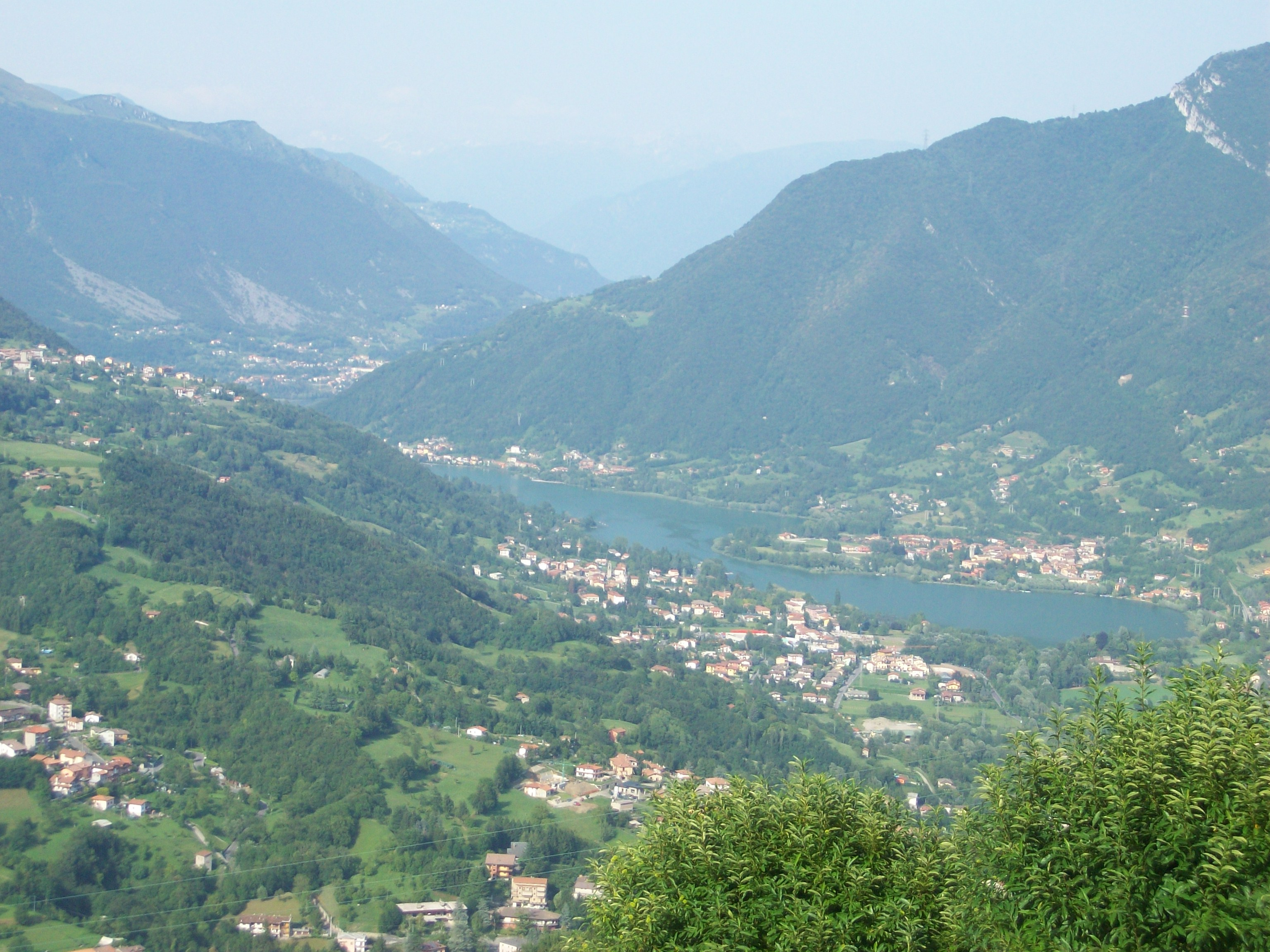
Lago d'Endine visto dal Colle Gallo

L'abitato e il territorio circostante non presentano sopravvivenze monumentali di grande rilievo a parte il castello medievale dei Suardi situato a Bianzano, da cui si potevano controllare i traffici sul lago. Vi si praticano gli sport d'acqua (vela, windsurf, canoa e canottaggio), e la pesca.
Non è consentito il campeggio libero, né l'uso di barche a motore.
Antiche mulattiere da Endine Gaiano e dalla riva destra salgono sino a Ranzanico e da qui a Bianzano. I piccoli paesi rivieraschi hanno chiesette ricche di opere d'arte.

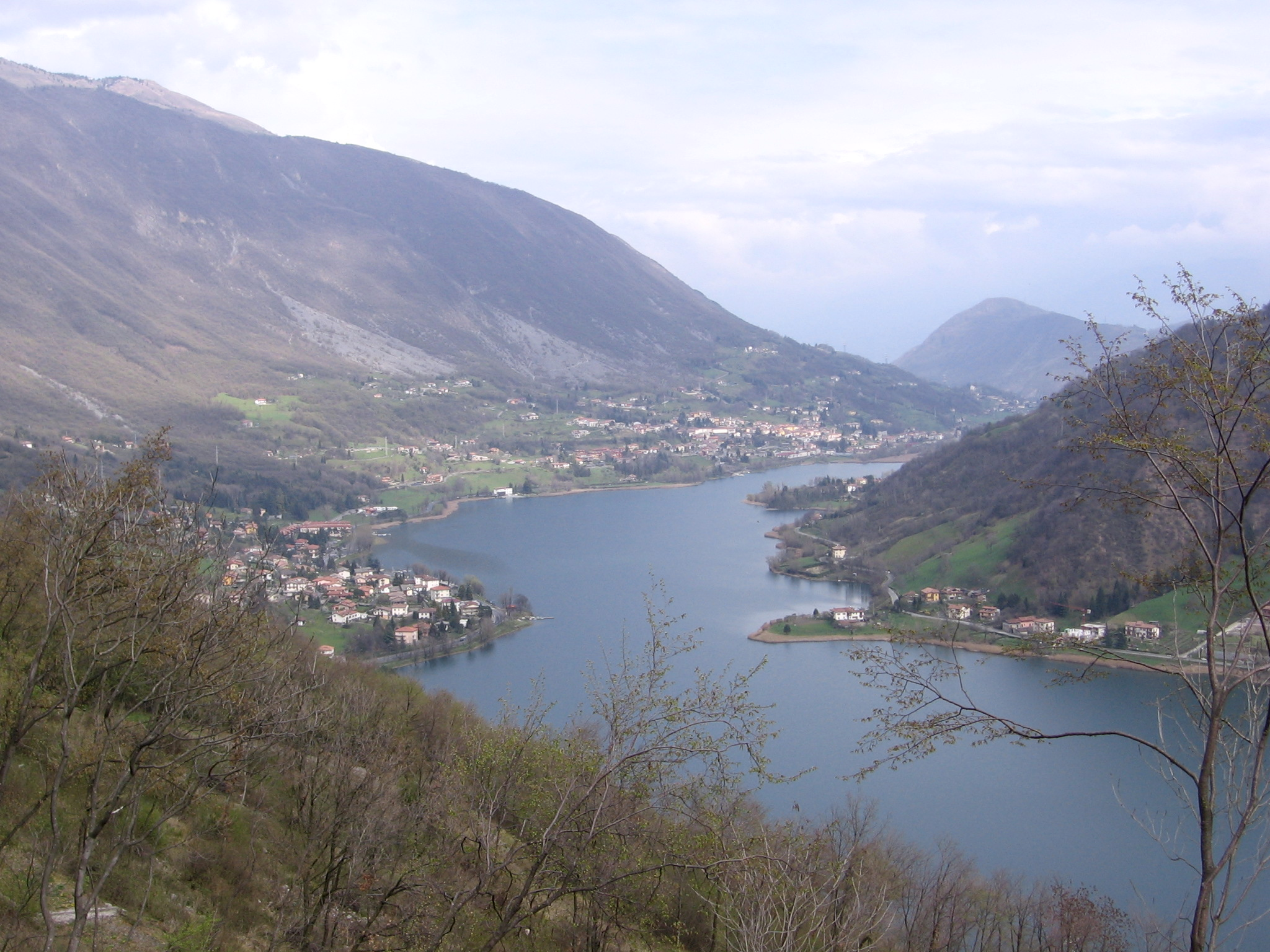
Vista del lago

Nei giorni più freddi dell'inverno il lago si ricopre di uno strato di ghiaccio e si può percorrere a piedi e in alcuni punti con i pattini o in bicicletta (per quanto vietato dai regolamenti comunali per motivi di sicurezza). La percorribilità invernale del lago ghiacciato era sfruttata fino al XIX secolo per raggiungere da Monasterolo la riva occidentale, attraverso il punto più stretto del lago, là dove il promontorio di Monasterolo, tenuto a parco pubblico, si protende verso Spinone al lago.
Fino a qualche decennio fa era tradizione attendere che, al formarsi della crosta di ghiaccio, il parroco di Endine benedicesse la stessa prima che qualcuno osasse avventurarvisi sopra. Pare che la Curia abbia sconsigliato il parroco dell'assumersi le responsabilità connesse a tale azione e, di conseguenza, la cerimonia della benedizione del ghiaccio è stata abolita.

## Località vicine
- Monasterolo del Castello deve il suo nome ad un antico monastero benedettino. Ospita inoltre un castello trecentesco posto sopra una collinetta e quasi nascosto allo sguardo dal folto parco che lo circonda.

- Spinone al Lago, sorto in epoca post-romanica e posto in riva al lago di Endine, è noto per le fonti termali di San Carlo alle quali si narra si sia ristorato San Carlo Borromeo durante una sua visita nel 1575. Ancora oggi si può bere l'acqua alla "Fonte spinosa" nella Valle del Tuf. Spinone ospita la chiesetta di San Pietro (XI secolo) tutta in pietra viva e circondata da cedri e cipressi, è l'unico esempio di architettura romanica sul lago di Endine.
- La Valle del Freddo: in alta Val Cavallina, subito dopo il laghetto di Gaiano, la Valle del Freddo, conosciuta anche come Valle del Diavolo, è forse il fenomeno naturale più interessante e singolare dell'intero territorio bergamasco per via del suo particolare microclima. In questa località, posta a soli 360 metri di altitudine, cresce infatti un'ampia varietà di flora di norma rintracciabile solo a quote superiori a 1500 metri. Tutto ciò avviene perché nel terreno si generano correnti d'aria a temperatura bassissima (2-4 gradi) che fuoriescono da una serie di buche poste nel fondo della valletta e consentono la sopravvivenza, anche durante l'estate, della vegetazione alpina tra cui la stella alpina. La Valle del Freddo è un parco visitabile nei mesi di maggio, giugno e luglio.

## Flora

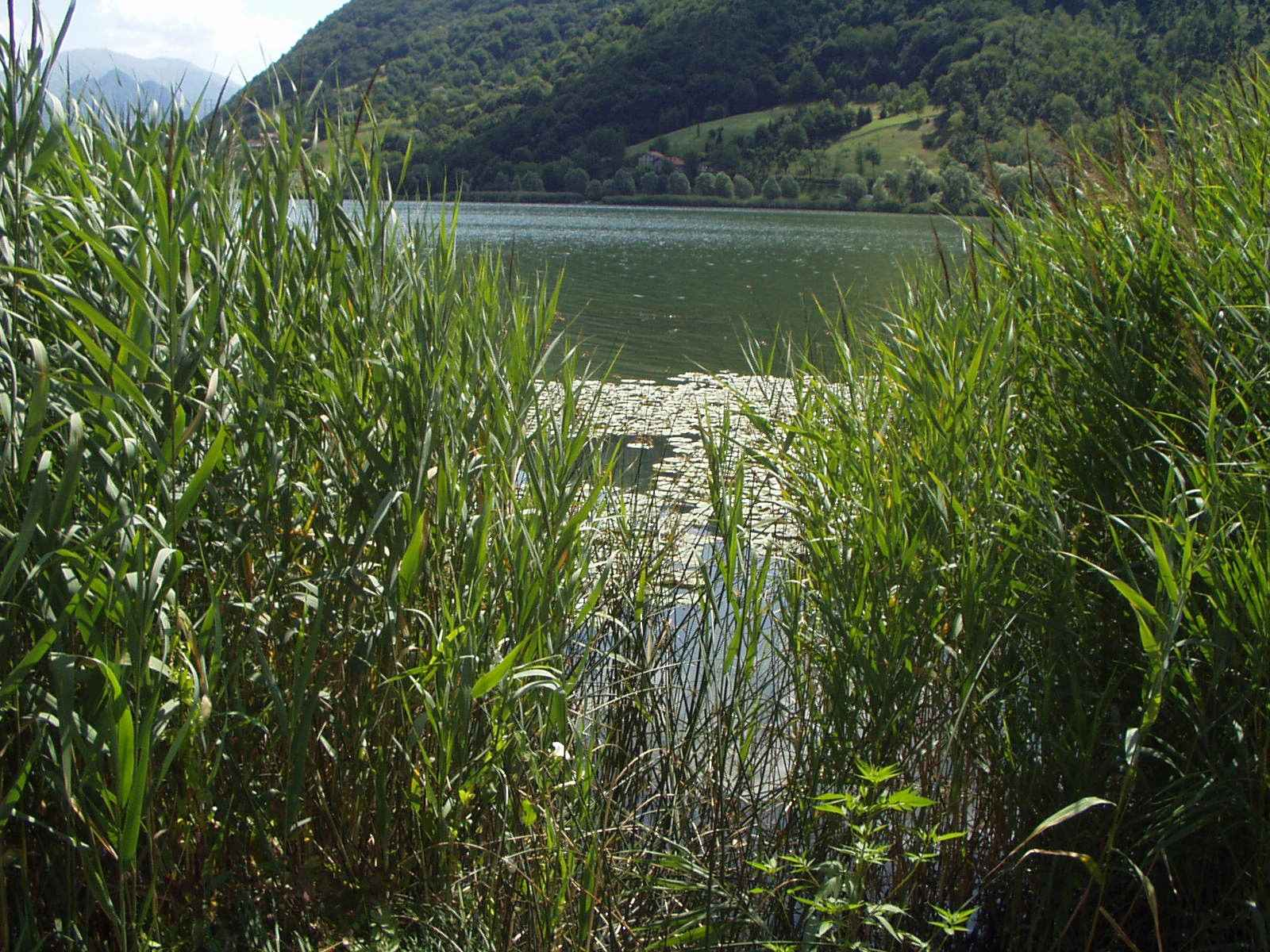
Canneto e ninfee sulla sponda occidentale
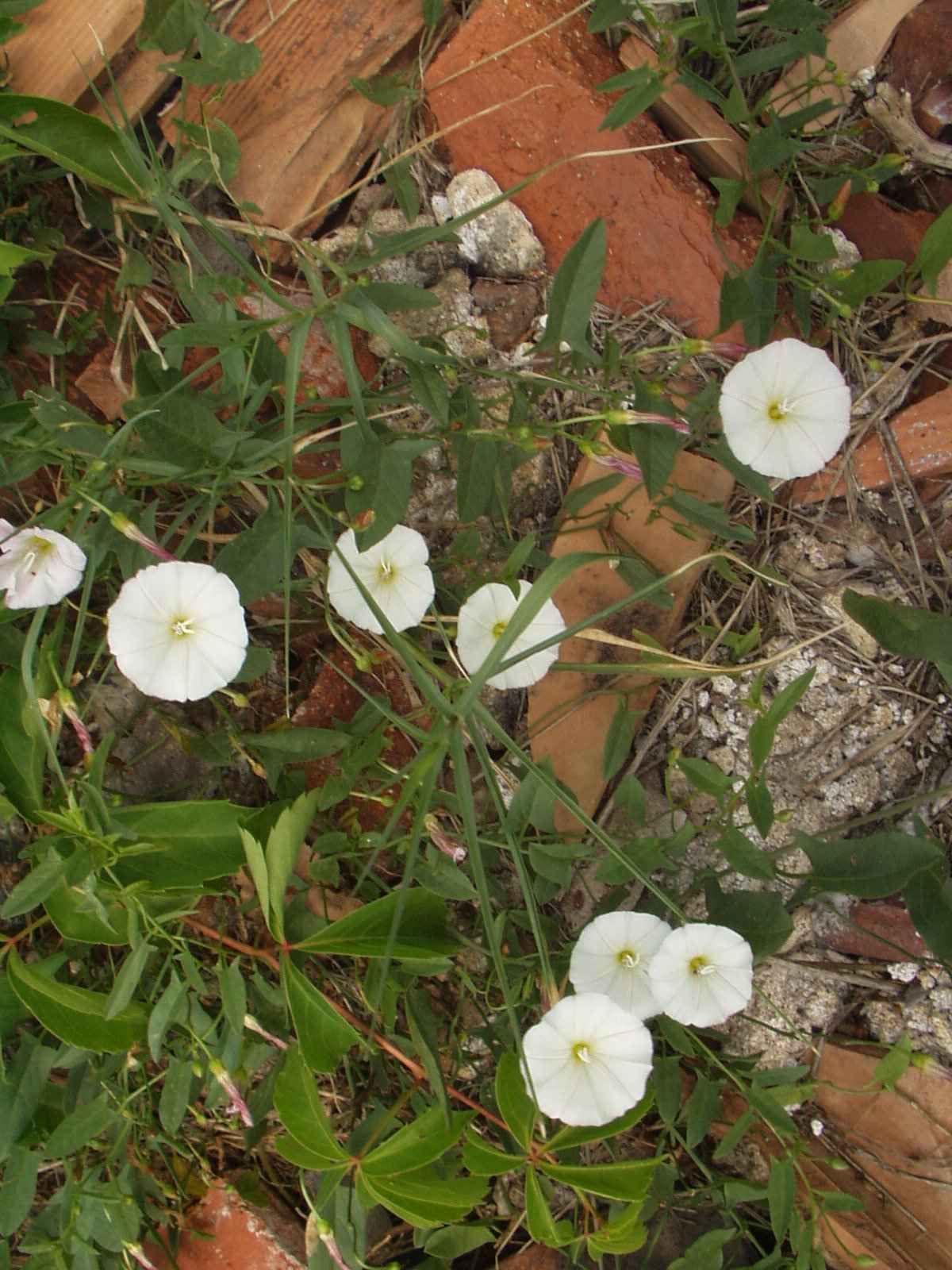
Flora spontanea sulla riva occidentale Convolvulaceae
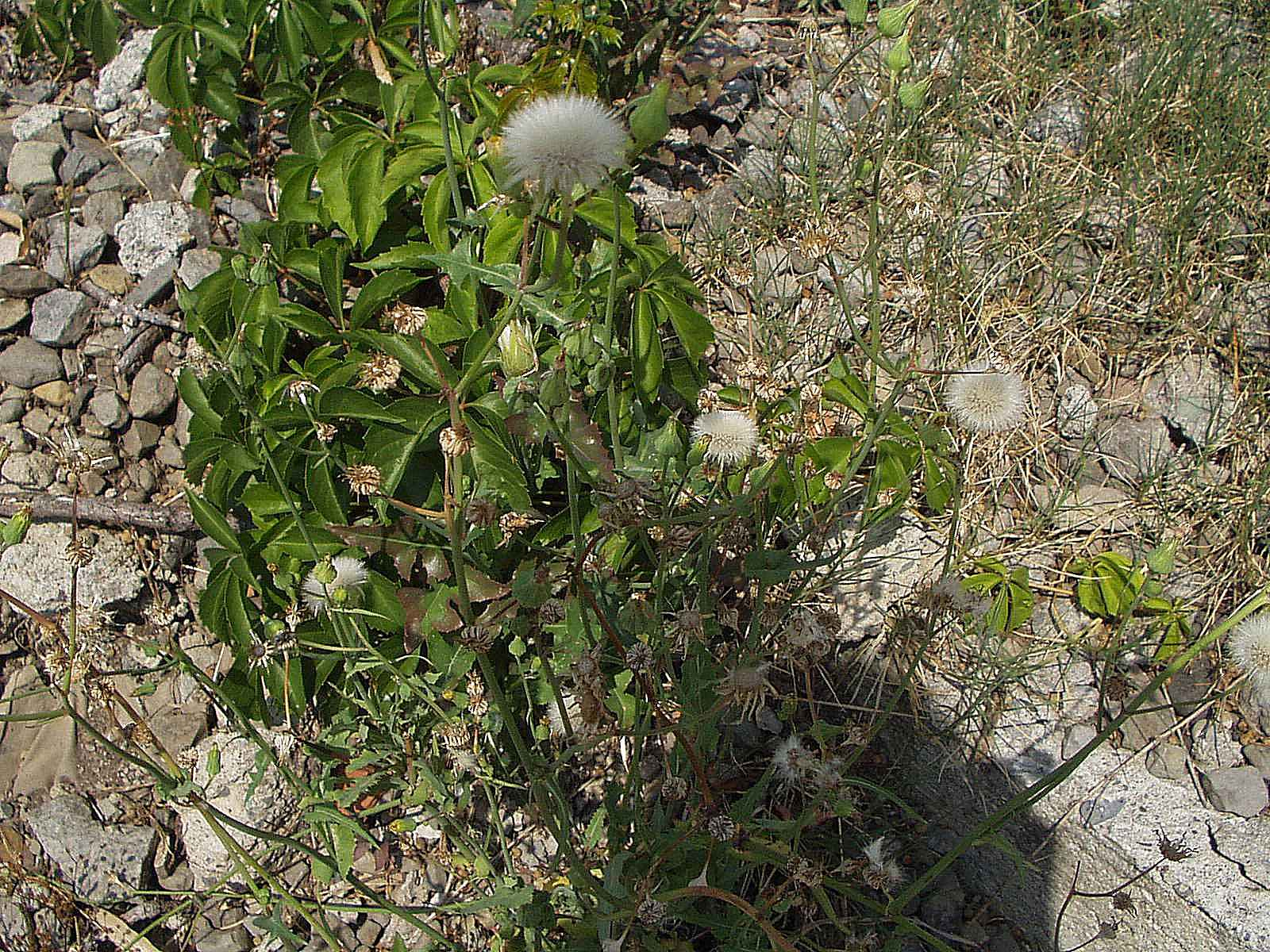
Flora spontanea sulla riva occidentale
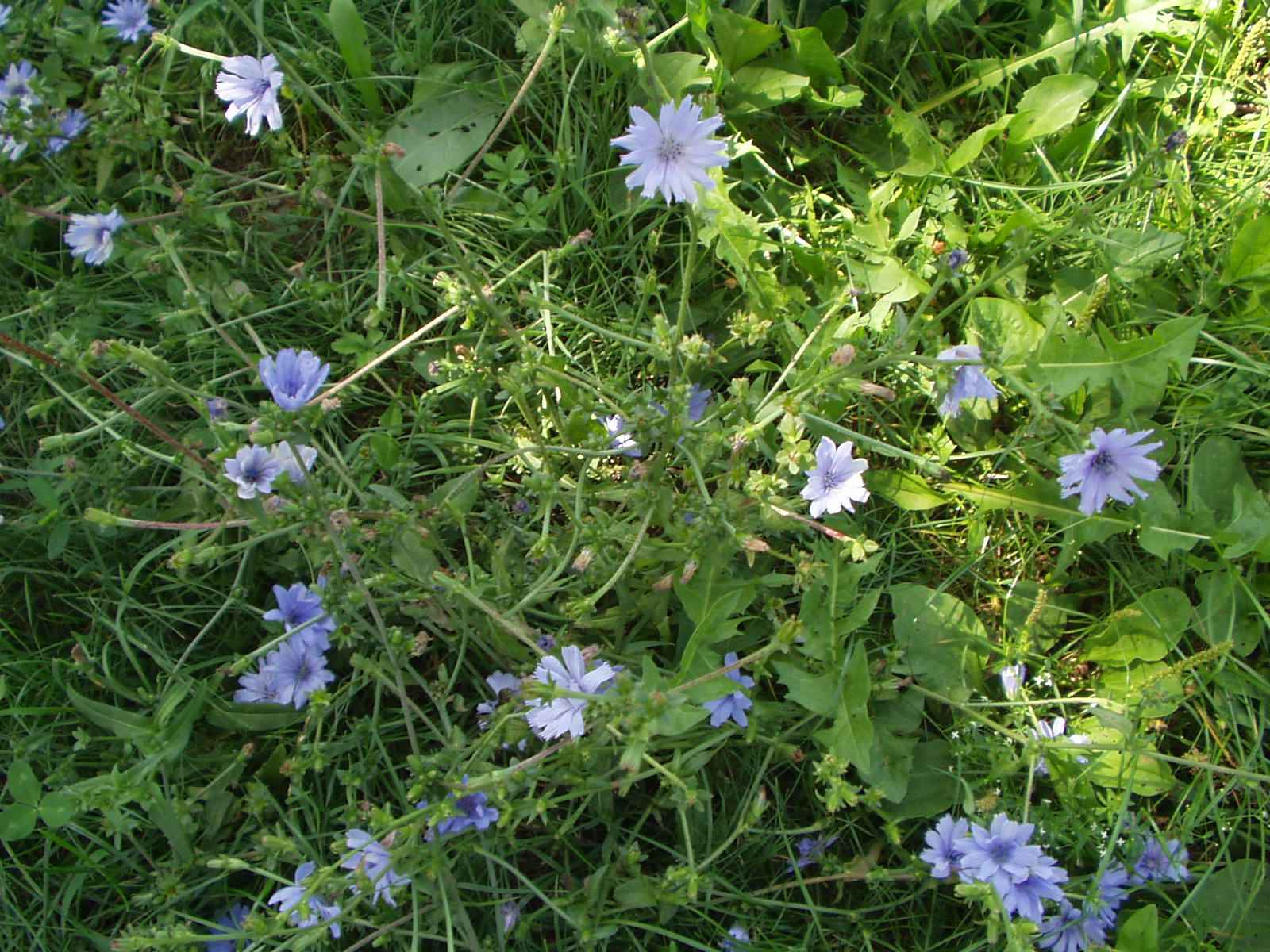
Flora spontanea sulla riva occidentale
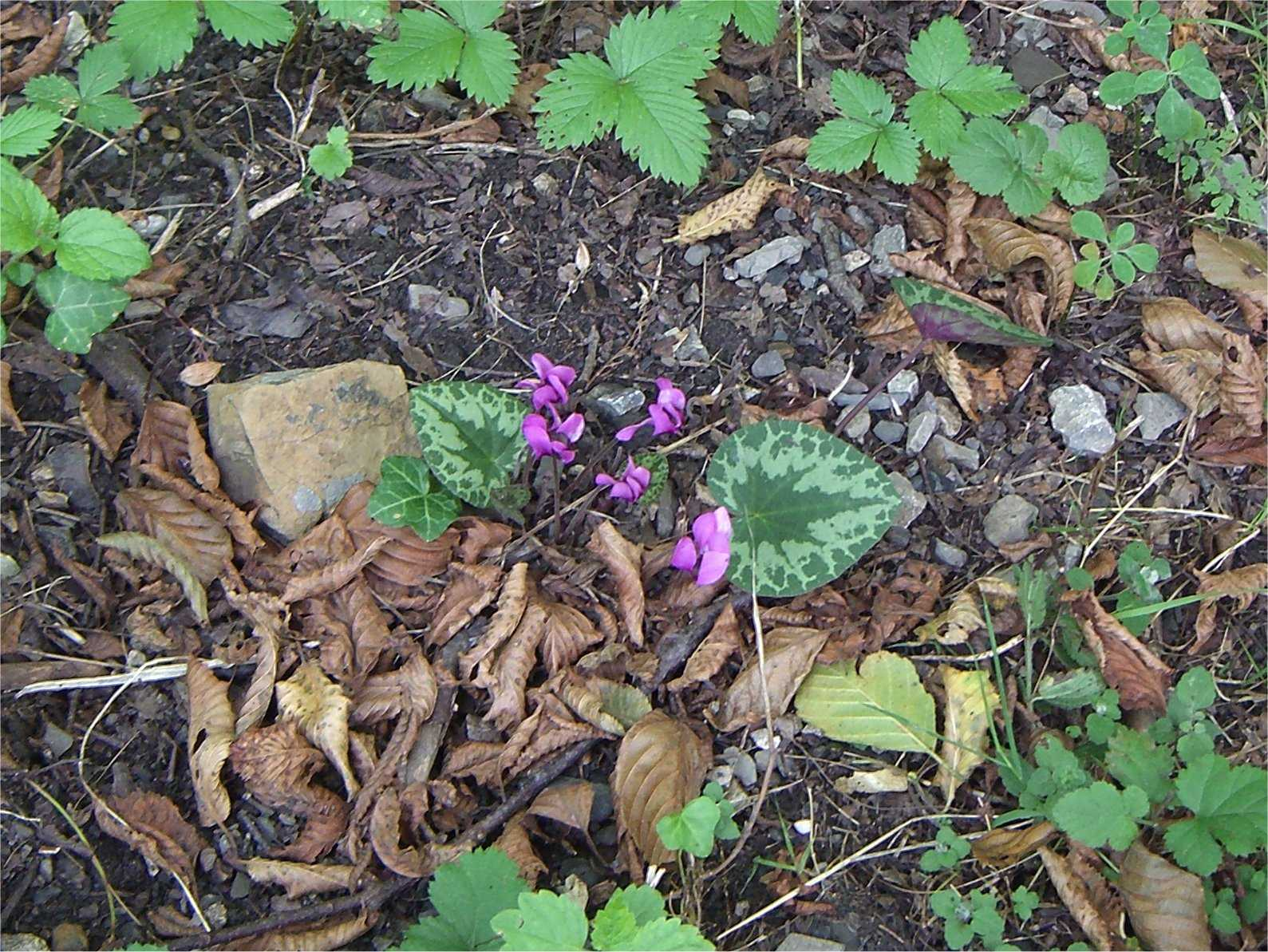
Ciclamini (Cyclamen purpurascens)
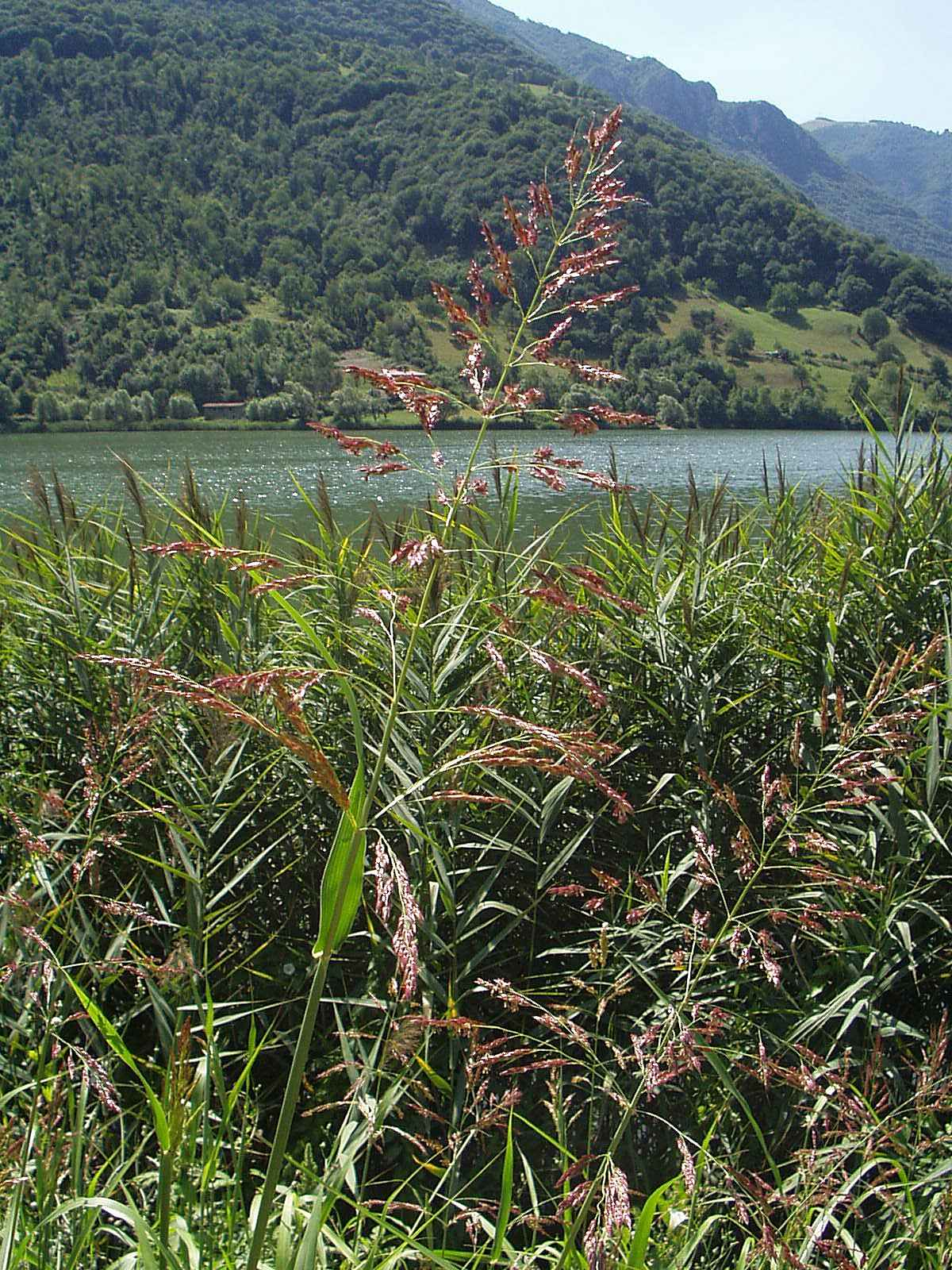
Phragmites australis
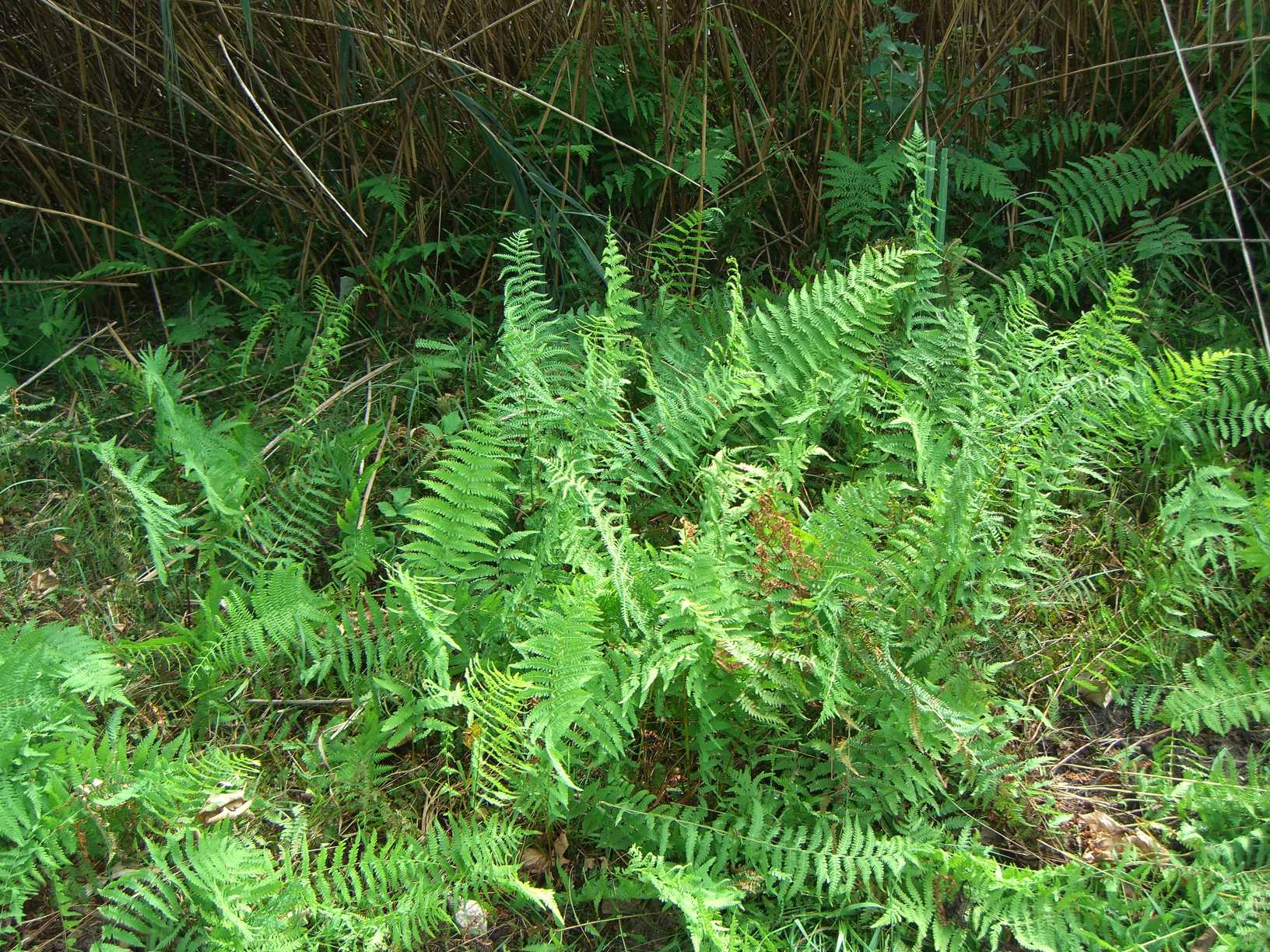
Felci
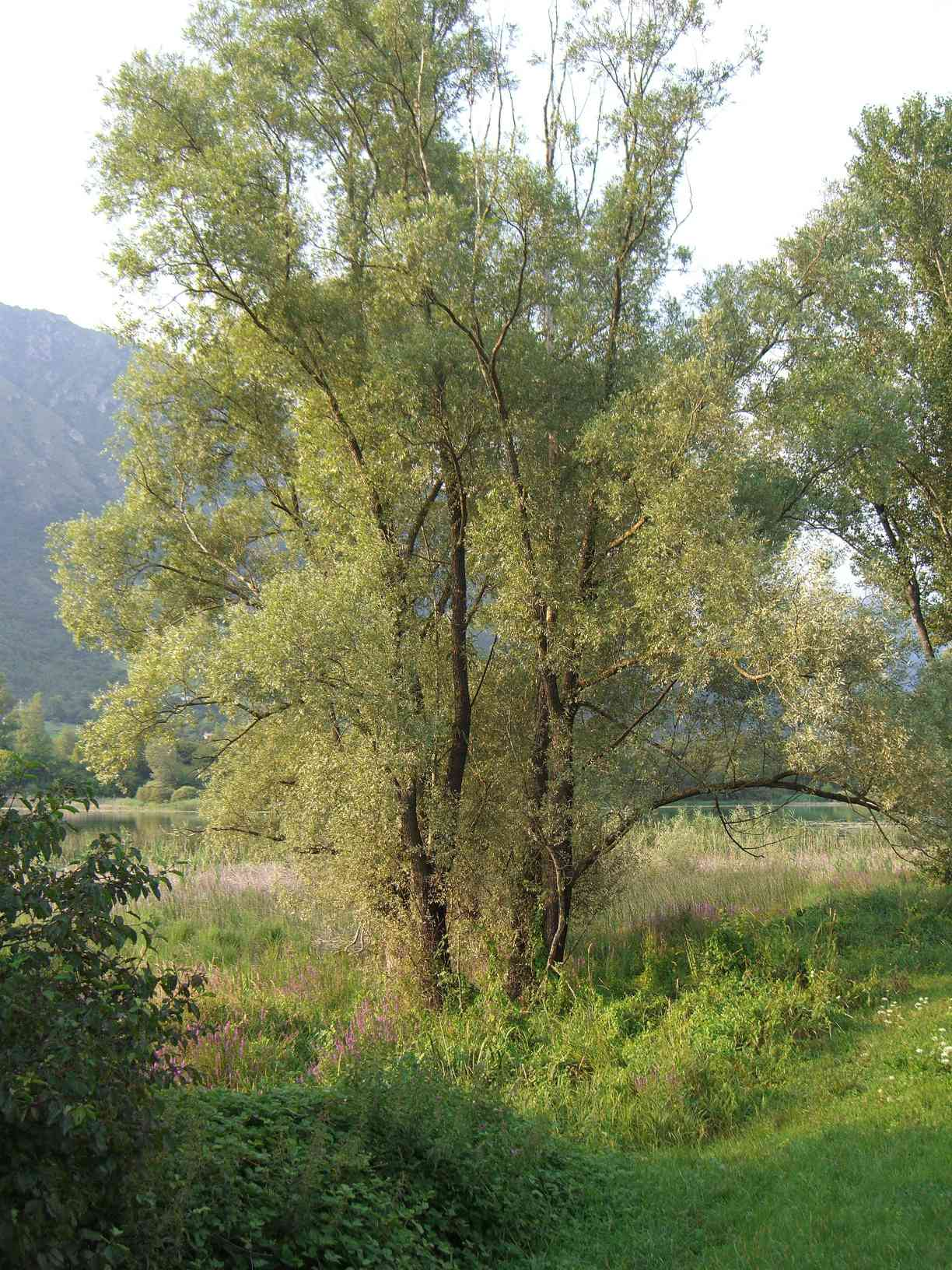
Salici

## Fauna ittica
- Alborella
- Anguilla
- Carassio

- Carpa
- Cavedano
- Cobite
- Ghiozzo

- Luccio
- Lucioperca
- Persico
- Persico sole

- Persico trota
- Rodeo amaro
- Savetta
- Scardola

- Siluro
- Tinca
- triotto
- Vairone

## Fauna avicola
- Albanella reale
- Alzavola
- Airone cenerino
- Allocco
- Balestruccio
- Ballerina bianca
- Ballerina gialla
- Barbagianni
- Biancone

- Cannaiola
- Cannareccione
- Capinera
- Cardellino
- Cigno reale
- Cinciallegra
- Cinciarella
- Cincia mora
- Civetta
- Codibugnolo
- Cornacchia grigia
- Cornacchia nera

- Falco di palude
- Falco pellegrino
- Falco pescatore
- Folaga
- Fringuello
- Gavina
- Germano reale
- Gheppio
- Ghiandaia
- Gufo comune

- Martin pescatore
- Merlo
- Migliarino di palude
- Moriglione
- Nibbio bruno
- Oca del Canadà
- Oca d'Egitto
- Pettirosso
- Picchio muratore
- Picchio rosso maggiore
- Picchio rosso minore
- Poiana comune

- Rondine
- Rondine montana
- Saltimpalo
- Sparviero
- Svasso
- Tarabusino
- Tordo bottaccio
- Upupa
- Usignolo di fiume
- Verdone
- Verzellino